# Faro Isla Tabon
El Faro Isla Tabon es un faro de la red de faros de Chile. Se ubica en la Isla Tabón, en la Región de Los Lagos.